# Санитары квартала красных фонарей
Санитары квартала красных фонарей — прозвище, которое СМИ и правоохранительные органы Казахстана дали банде серийных убийц — каннибалам Сергею Копаю, Евгению Турочкину и Михаилу Вершинину, которые с 1998 по 1999 год совершили на территории города Алма-Ата убийства как минимум 7 девушек, мясо которых они употребляли в пищу. Все жертвы были в возрасте 18—25 лет и были замечены в занятии проституцией. Личность 3 из них так и не была установлена. Свое прозвище банда получила по причине того, что Копай и Турочкин работали в Республиканской клинической психиатрической больнице Алма-Аты санитарами, а Вершинин там же фельдшером. Одно из самых резонансных уголовных дел в истории Казахстана. Банда также была известна под прозвищами «Джеки-потрошители из Казахстана», «Казахские людоеды» и «банда санитаров».

## Предыстория
Основателями банды стали сводные братья Сергей Копай и Евгений Турочкин. Сергей Копай родился в 1967 году в городе Алма-Ата (Казахская ССР). Вырос в социально неблагополучной обстановке. Его мать вела маргинальный образ жизни и распущенную половую жизнь, вследствие чего имела 5 детей от разных мужчин. В школьные годы Сергей Копай не испытывал интереса к учебному процессу и не занимался спортом. Он не был  популярен в школе и округе, однако рано начал вести активную половую жизнь и демонстрировать патологически повышенное половое влечение к девушкам.  Будучи старшеклассником Копай начал увлекаться алкогольными напитками, после чего у него вскоре развилась алкогольная зависимость. После окончания 8 классов школы Копай поступил в Алма-Атинское «СПТУ-13», где учился на слесаря-сантехника. С 1984 года по 1985 год Копай трудился на одном из местных предприятий в должности слесаря-сантехника, после чего был призван в Советскую армию. Отслужив, он вернулся в Алма-Ату, где устроился в патрульно-постовую службу, откуда был уволен в 1992 году за частое появление на рабочем месте в состоянии алкогольного опьянения. После ухода из милиции Сергей Копай устроился в Республиканскую клиническую психиатрическую больницу на должность санитара. Сводный брат Копая - Евгений Турочкин родился в 1976 году. Несмотря на 9-летнюю разницу в возрасте, братья были близки по мировоззрению, вследствие чего много свободного времени проводили вместе, распивая алкогольные напитки. Турочкин также как и Сергей Копай с детства проявлял признаки антисоциальности,  имел проблемы с коммуникабельностью и часто подвергался нападкам со стороны других детей в округе. После окончания 8 классов школы Турочкин окончил одно из Алма-Атинских «СПТУ», получив специальность станочника широкого профиля 3-го разряда. В 1994 году он был призван в вооруженные силы Казахстана. Во время службы Турочкин стал жертвой неуставных взаимоотношений со стороны старослужащих, вследствие чего был несколько раз избит и перенес черепно-мозговую травму. После получения травмы психическое состояние Турочкина резко ухудшилось.  Отслужив в армии, он вернулся к Сергею Копаю в Алма-Ату. Некоторое время Турочкин нигде не работал, однако в 1997 году по протекции старшего брата ему также удалось устроиться в шестое отделение Республиканской клинической психиатрической больницы на должность санитара. В отличие от старшего брата Евгений Турочкин не пользовался успехом у женского пола и был вынужден пользоваться услугами проституток. Согласно собственным признательным показаниям Турочкина, из-за мужской несостоятельности он был несколько раз высмеян проститутками, после чего начал проявлять признаки женоненавистничества. Не имея достаточного количества информации о реальности  и испытывая проблемы социальной приемлемости, Евгений Турочкин вскоре попал под влияние старшего брата. В конце 1990-х у Сергея Копая также развилась мизогиния, так как к этому времени он был трижды женат, но каждый из его браков был неудачным и заканчивался разводом. Вторая жена Копая - Елена до замужества зарабатывала на жизнь проституцией. Копай и Турочкин работая в психиатрической больнице получали невысокую заработную плату, вследствие чего Копай заставлял свою жену заниматься проституцией, когда в их семье заканчивались деньги, в числе клиентов жены даже были друзья и знакомые Сергея Копая.

## Серия убийств
В период с 30 апреля 1998 года по 24 марта 1999 год Сергей Копай, Евгений Турочкин и Михаил Вершинин совершили как минимум 7 доказанных убийств проституток в Алма-Ате. Во время совершения убийств, преступники продемонстрировали выраженный им образ действия. Преступники находили своих будущих жертв в т.н. квартале красных фонарей, где за материальную плату приглашали для занятия сексом в квартиру Сергея Копая, которая была расположена по адресу ул. Шевченко, д. 96, квартира 11. В квартире серийные убийцы занимались со своими жертвам сексом, совместно распивали спиртные напитки, после чего накачивали наркотиками и седативными препаратами, подвергали изнасилованиям в извращенной форме. Своих жертв серийные убийцы убивали посредством удушения или нанесения множества колото-резаных ран. Трупы убитых серийные убийцы расчленяли в ванной, после чего мягкие ткани употребляли в пищу. Из человеческого мяса преступники готовили себе котлеты, пельмени, шашлык или фарш, прокручивая мясо через мясорубку. Кости и другие фрагменты расчлененных человеческих тел они выбрасывали в мусорные контейнеры, канализационные колодцы, водоемы и на пустыри. Во время знакомства с потенциальной жертвой преступники действовали с предельной осторожностью. Они подходили только к одиноко стоящей проститутке и прекращали разговор, если рядом кто-то появлялся.
Первые убийства были совершены Сергеем Копаем и Евгением Турочкиным. Первой жертвой серийных убийц стала молодая девушка европейской расы, находившаяся в момент смерти в возрасте около 20-25 лет. Девушка являлась проституткой и постоянно работала в т.н. квартале красных фонарей Алма-Аты, который располагался на пересечении улиц Сейфуллина и Крамской, возле железнодорожного вокзала Алматы-1. Копай остановив свой автомобиль возле девушки, заплатил ей за оказание интимных услуг 500 тенге, после чего привез в свою квартиру, где находился Евгений Турочкин. После того. как они вступили с девушкой в интимную связь, Сергей Копай и Турочкин решили отобрать у проститутки свои деньги, так как остро испытывали материальную нужду. Выждав момент, когда девушка ушла в ванную - Копай и Турочкин совершили на нее нападение, в ходе которого зарезали ее. После совершения убийства, труп убитой Копай и Турочкин с помощью различных инструментов расчленили тело. Из мяса убитой они впоследствии приготовили шашлык, который употребили в пищу. Часть останков выкинули в мусорные баки на улице Мауленова, а крупные кости и голову – в бак на перекрестке Аль-Фараби – Маркова, по другой версии оставили в пакете недалеко от пересечения улиц Аль-Фараби — Шашкина.

Из протокола допроса Сергея Копая: 
Когда она пошла мыться, у меня возникла какая-то жуткая злость.На кухне я взял нож, заточил, потом зашел в ванную, взял девчонку левой рукой за подбородок, а правой перерезал ей горло. Но, видно, не совсем хорошо, она успела сказать: «Не убивай, у меня двое детей». Но было поздно. Я схватил ее за горло и, прижав к стене, держал до тех пор, пока она не умерла. Часть мяса мы оставили. Решили попробовать, какое оно на вкус. Взяв его, мы поехали к матери, которая жила с сестрами и братишкой. Там мясо замариновали, а вечером сделали шашлык, сказав, что убили бродячую собаку. Мы еще соседа на шашлык пригласили. Он приходил.
Второй жертвой убийц стала их общая знакомая Алина Сливная-Меркулова. За день до убийства в июле 1998 года девушка явилась в квартиру Копая, где они все вместе несколько часов беседовали и распивали водку некачественного происхождения. В какой-то момент между ними возникла ссора, в ходе которой Копай и Турочкин по версии следствия задушили Сливную-Меркулову, однако они оба это впоследствии всячески отрицали. Согласно показаниям Турочкина, девушка в ходе драки с его братом получила порез руки. Кровотечение было остановлено, после чего они легли спать. Утром следующего дня они обнаружили Сливную-Меркулову мертвой в кровати, в луже собственной крови. Копай предполагал, что девушка умерла от вновь открывшегося кровотечения. В течение дня они расчленили труп мертвой девушки в ванной, после чего той же ночью вынесли останки из квартиры и выбросили в мусорные баки.

Из протокола допроса Евгения Турочкина: 
В начале июля, точного числа не помню, Алина пришла в гости. Брат собирался куда-то уходить, ее появление его взбесило. Они стали ссориться. А потом он бросил ей в голову рюмку, но не попал. Рюмка разбилась о батарею, один из осколков поранил Алине руку. Я видел, как у нее струйка крови побежала.
В ноябре 1998 года Копай и Турочкин познакомились в Республиканской клинической психиатрической больнице  с фельдшером 25-летним Михаилом Сергеевичем Вершининым. После знакомства они стали близкими друзьями и много свободного времени стали проводить вместе в квартире Копая, где употребляли алкогольные напитки. Михаил Вершинин окончил медицинский техникум и имел незаконченное высшее образование, был женат. После получения образования он сменил несколько мест работ, в том числе работал в бригаде скорой медицинской помощи.  конце 1990-х устроился фельдшером в клиническую психиатрическую больницу. До знакомства с Копаем и Турочкиным Михаил Вершинин не пил и не курил. По версии следствия, на его психоэмоциональное состояние сильно повлияли представители секты Свидетели Иеговы, адептом которой Вершинин был несколько лет. В декабре 1998 года Копай и Турочкин рассказали Вершинину о том, что совершили 2 убийства, а мясо одной из жертв употребили в пищу. В ходе беседы было установлено, что Вершинин как и Сергей Копай демонстрировал идентичную страсть к патологическим удовольствиям, а также анализировал методы похищения и изнасилования женщин, не будучи арестованным, вследствие чего  вскоре предложил Копаю и Евгению Турочкину продолжить совершение убийств, сопряженных с каннибализмом. Так как Копай к тому времени стал уже хроническим алкоголиком и имел проблемы со здоровьем, а Евгений Турочкин демонстрировал признаки психического расстройства и обладал  такой чертой характера как слабость воли, лидером банды и основным организатором всех последующих убийств стал Михаил Вершинин. В качестве седативного и снотворного средства с целью подавления сопротивления жертв Вершинин предложил сообщникам использовать диазепам, таблетки и раствор которого он в больших количествах украл из Республиканской клинической психиатрической больницы
С января по март 1999 года банда серийных убийц убила еще 5 проституток, действуя по той же схеме.  В этот период Евгений Турочкин продемонстрировал свою склонность к некрофилии. После каждого совершенного убийства, он подвергал трупы девушек многократному сексуальному насилию.
В январе 1999 года жертвой банды стала Ольга Яковенко. Девушка, находясь в тяжелом материальном положении, периодически выходила на проспект Сейфуллина с целью заняться проституцией. После совершения убийства и расчленения ее трупа, преступники оставили часть ее мышечной ткани в холодильнике, а кости и другие расчлененные останки  разбросали по мусорным контейнерам, расположенных во дворе студенческих общежитий по улице Мауленова. Личность убитой была установлена по отпечаткам пальцев на основании результатов криминалистическо-дактилоскопической экспертизы, однако к разоблачению серийных убийц это не привело. Проверка круга общения девушки так ничего и не дала. Учитывая , что Ольга Яковенко зарабатывала на жизнь проституцией, следователи не смогли сузить круг подозреваемый, так как ее убийцей мог оказаться любой из ее случайных клиентов.
Впоследствии было установлено, что Яковенко была бывшей сожительницей другого серийного убийцы Александра Суворова по прозвищу «Борман», который вместе с сообщниками в этот же период убил на территории Алма-Аты как минимум 25 девушек, большая часть из которых являлась проститутками.
В ходе совершения следующего убийства и расчленения трупа убитой, Вершинин поручил Сергею Копаю и Евгению Турочкину тщательно очистить череп убитой от мягких тканей. Вершинин собирался использовать как практическое пособие для более глубокого изучения анатомии человека, так как собирался восстановиться  в медицинском университете и продолжить учебу. Для этого он заранее приобрел каустическую соду и дал все необходимые указания братьям, однако Турочкин и Копай не смогли этого сделать.

Из протокола допроса Турочкина:
Когда мы расчленили тело, Копай сказал, что Вершинин простит нам все долги, если мы отдадим ему череп девушки. Мы сделали все, как сказал Вершинин, и поставили ведро на плиту. Потом выпили еще водки и уснули. Проснулся я от запаха дыма. Оказалось, что вода выкипела, содержимое ведра подгорело. Тогда с другими останками тела я выкинул голову в мусорный контейнер у психиатрической больницы, где мы все работали.
Последнее убийство членами банды было совершено 24 марта 1999 года. Жертвой стала одна из знакомых Вершинина по имени Татьяна Букарева. Вершинин состоял с девушкой в интимных отношениях, однако со временем он перестал чувствовать влечение к ней, так как она оказалась наркоманкой и стала шантажировать его. Согласно показаниям Вершинина, Букарева требовала, чтобы он воровал и приносил ей из психиатрической клиники наркотические вещества, а в случае неисполнения требований угрожала рассказать о их сексуальной связи его жене. В день убийства, появившись в квартире Копая, Михаил Вершинин предложил им убить Татьяну. В ходе распития алкогольных напитков, он пользуясь тем, что Букарева находилась в состоянии алкогольного опьянения - ввел ей большую дозу диазепама, от которой девушке стало плохо. Воспользовавшись этим, он накинул ей на шею полотенце и задушил. Расчленив тело убитой, мясо жертвы они употребили в пищу, а большую часть останков разбросали в мусорные контейнеры в разных частях города. Череп девушки Вершинин сохранил.

## Арест, следствие и суд
Расследованием убийств занимались следственно-оперативные бригады городского и областного УВД. Так как пропавшие без вести и убитые девушки при жизни были замечены в занятии проституцией, правоохранительные органы взяли под контроль все места дислокации проституток в городе и стали планомерно допрашивать их. В качестве подозреваемых были проверены лица, склонные к совершению подобных преступлений, ранее судимые в совершении убийств и изнасилований, а также лица, страдающие алкоголизмом, наркозависимостью и лица, состоящие на учете в психоневрологическом диспансере. В апреле две девушки, которые также как и убитые являлись проститутками, заявили, что несколько дней назад двое парней, которые называли себя Сергей Михайлович и Михаил Сергеевич заплатили им за оказание сексуальных услуг и отвезли в квартиру на улице Шевченко, где они некоторое время совместно с тремя молодыми мужчинами распивали алкогольные напитки. В какой-то момент согласно показаниям девушек, им вкололи им какой-то препарат и они уснули. Очнувшись 2 дня спустя, они пользуясь тем, что хозяева дома отсутствовали,  смогли успешно покинуть квартиру. Так как останки ряда из жертв были найдены недалеко от расположения этого дома, сотрудники правоохранительных органов решили проверить эти показания на месте.

Комментарий Мурата Джалилова, следователя по особо важным делам ДВД г. Алматы:
Чего-то конкретного они пояснить не смогли. Но мы чувствовали, что вышли на потрошителей, потому как именно неподалеку от указанного адреса мы находили останки тел убитых.
Согласно же свидетельствам Евгения Турочкина, они попали в число подозреваемых, когда до сотрудников правоохранительных органов дошли вести о том, что Михаил Вершинин свежим черепом последней жертвы расплатился с кем-то за долги.

В сопровождении девушек представители правоохранительных органов явились в многоквартирный дом и постучались в дверь квартиры, на которую указали девушки. Дверь сотрудникам милиции открыл Сергей Копай. Во время беседы с ними Копай стал сильно нервничать и отрицать факт знакомства с девушками. Его поведение сотрудникам милиции показалось подозрительным, после чего Сергея Копая они убедительно попросили проехать вместе с ними в отделение милиции для более детального допроса. Подозрения в адрес Копая усилились после того, как было установлено, что он работал  в «Республиканской клинической психиатрической больнице Алма-Аты», возле которой в мусорных баках были найдены останки одной из жертв. Согласно показаниям сотрудников правоохранительных органов, проводивших арест Копая, он неожиданно сильно удивился тому факту, что его привезли ДВД области и с возмущением спросил: 
Зачем вы привезли в область? Мы убили проституток в городе.
В ходе допроса Сергей Копай признал свою вину в совершении убийств и дал показания против своих сообщников, на основании чего они были арестованы в тот же день. Кроме этого Сергей Копай признался в соучастии в преступлении, во время расследования которого сотрудники правоохранительных органов даже не подозревали его. Копай заявил, что совместно с бывшим сослуживцем в патрульно-постовой службе - Николаем Ледяевым - попытался ограбить торговую организацию, во время которой был ранен сотрудник охраны фирмы. Ледяев был арестован и подвергнут допросу в ходе которого следователи установили, что он был осведомлен о совершении убийств проституток, однако непосредственно участия в этом не принимал. Мотивом совершения убийств согласно признательным показаниям серийных убийц стала мизогиния, так как все они имели проблемы с женским полом и считали, что женщины занимающиеся проституцией являются асоциальным элементом общества, способствующем моральному разложению других девушек и женщин, которые впоследствии ведут распущенную половую жизнь, являются источником венерических заболеваний и т.д. Сергей Копай обладал отличной памятью и во время допросов поведал следователям очень полезной информации. Он четко описал детали внешности всех жертв и их одежду. Копай и Вершинин не выражали раскаяния в содеянном и заявляли следователям о том, что не испытывали жалости к убитым девушкам, в то время как Турочкин выражал раскаяние и во время одного из допросов разрыдался. Незадолго до открытия судебного процесса Сергей Копай отказался от своих признательных показаний и начал симулировать сумасшествие. Он утверждал следователей, что все убийства совершил, будучи загипнотизированным ведьмой и начал демонстрировать девиантное поведение. В середине 2001 года Сергей Копай, Евгений Турочкин и Михаил Вершинин по ходатайству их адвокатов были этапированы в психиатрическую клинику для проведения судебно-психиатрической экспертизы, по результатам которой они были признаны вменяемыми. Психиатры отмечали, что лидер банды, являясь более начитанным и образованным среди своих сообщников, из-за недостатка образования испытывал материальные трудности, по причине чего часто конфликтовал со своей женой. Согласно выводам психиатра, Вершинин испытывал психологическую потребность к самореализации и самоутверждению, вследствие чего, заняв главенствующее положение в банде решился на совершение убийств, после чего добился  признания и одобрения своих действий со стороны Евгения Турочкина и Копая, в связи осознал свою ценность и значимость. По мнению психиатров причиной мизогинии Копая и Турочкина стала ненависть по отношению к собственной матери из-за ее пристрастия к мужскому полу, а Вершинина наоборот - угнетала материнская любовь и постоянная опека с ее стороны.
Судебный процесс открылся и проходил в Алма-Атинском городском суде. На судебных заседаниях подсудимые сохраняли полное хладнокровие и демонстрировали полное безразличие ко всему происходящему в зале суда. На судебных заседаниях во время перечисления преступлений и подробностей их совершения, некоторые из родственников жертв падали в обморок, вследствие чего в здании суда постоянно находилась бригада скорой помощи. В конечном итоге Сергей Копай, Михаил Вершинин и Евгений Турочкин были признаны виновными в совершении 7 убийств, после чего суд 28 сентября 2001 года приговорил их к смертной казни через расстрел. Мать Михаила Вершинина, услышав приговор - упала в обморок, а его отец юрист Сергей Михайлович Вершинин, который являлся адвокатом сына после приговора нелицеприятно высказался в адрес судьи. Николай Ледяев был осужден по обвинению в недонесении и в попытке ограбления торговой фирмы, после чего суд назначил ему уголовное наказание в виде 8 лет лишения свободы с конфискацией имущества.
В 2002 году Копай, Турочкин и Вершинин подали кассационную жалобу в Верховный суд Казахстана, требуя отмены смертной казни и назначения нового судебного разбирательства, однако жалоба была отклонена. Отец Вершинина - Сергей Вершинин выразил недовольство решением Верховного суда. Он заявил, что его сын невиновен, следствие велось с нарушениями уголовно-процессуального кодекса, а обвинение базировалось только на показаниях Сергея Копая и Евгения Турочкина. Также он поведал корреспондентам о том, что его сын не будет подавать прошение о помиловании на имя президента, так как это будет означать признание вины.

Из интервью Сергея Вершинина:
Михаил как будто не от мира сего. Не пил, не курил. Он верит в Бога. В изоляторе читает Библию. До сих пор не могу понять, почему его потянуло к Копаю? Как мой сын мог верховодить этим отморозком, у которого было несколько административных нарушений, три развода, который просто был намного старше Михаила? Под давлением он дал показания, что останки жертв сбрасывал в речку. Однако при проведении следственного эксперимента, заснятого на пленку, выяснилось, что люки колодцев уже лет пять как наглухо забетонированы. Буквально по всем эпизодам у моего сына есть алиби - во время совершенных убийств он был на работе, и это подтверждают его коллеги. Почему следствие и суд не учитывают этого? Вечером 24 марта 1999 года, когда по версии обвинения на квартире Копая была убита Букарева, мой подзащитный находился совершенно в другом месте. Он вместе с семьей отмечал день рождения жены. Кроме того, у черепа, якобы принадлежавшего Букаревой, нет тех особых примет, которые у нее должны были быть - шрам над бровью и сломанный передний зуб. Я ходатайствовал о проведении повторной судебной экспертизы этого черепа, но мне отказали. Мой сын не будет его (прошение) подавать. Ведь это значит - признать свою вину. Сейчас самое страшное для меня - найти силы и сказать матери, что сыну уже ничем не поможешь.
Однако 18 декабря 2003 года Михаил Вершинин отправил ходатайство о помиловании на имя президента республики Казахстан, но ответа так и не дождался.

## В заключении
1 января 2004 года в Казахстане был введен мораторий на исполнение смертных приговоров, после чего смертная казнь Турочкину, Сергею Копаю и Михаилу Вершинину была заменена на уголовное наказание в виде пожизненного лишения свободы, после чего они были этапированы для отбытия наказания в учреждение «УК – 161/3», более известное как «Черный беркут», расположенное в городе Житикара (Костанайская область). Эта колония примечательна тем, что стала единственной в стране для преступников, приговоренных к пожизненному лишению свободы. Она расположена на высоте 349 метров над уровнем моря – это самая высокая точка Костанайской области.
В сентябре 2017 года корреспонденты СМИ посетили в тюрьме 42-летнего Михаила Вершинина, который согласился с ними побеседовать. В беседе Вершинин заявил, что поддерживает связь на воле с родителями, а его жена после его ареста подала на развод и уехала вместе с их ребенком во Францию. В ходе беседы Вершинин признал свою вину в совершенных убийствах, выразил раскаяние в содеянном и заявил, что в тюремном заключении уверовал в Бога, принял систему ценностей и постулатов христианства, став религиозным фанатом.
Евгений Турочкин по состоянию на апрель 2023 года также был жив. Будучи в заключении он отрицательно характеризовался администрацией колонии особого режима. Отмечалось, что Турочкин неоднократно нарушал установленный порядок отбывания наказания, вследствие чего подвергался дисциплинарным взысканиям в виде помещения в штрафной изолятор. Турочкин и Вершинин во время интервью журналистам жаловались на отсутствие работы в тюрьме, а Вершинин на недоедание.
Сергей Копай умер в 2008 году, находясь в заключении. По словам бывшего следователя Владислава Бекшаева, он умер от тяжелой продолжительной болезни, так как из-за алкоголизма испытывал тяжелые проблемы со здоровьем, среди ряда сопутствующих заболеваний у него в частности был  диагностирован цирроз печени. Жена Копая вскоре после его осуждения, покинула страну и уехала в Россию, бросив их сына  на попечение подруги. Сын Сергея Копая как и его отец, впоследствии также стал вести маргинальный образ жизни, злоупотреблять алкогольными напитками и страдать алкоголизмом.

## В массовой культуре
- Документальный фильм телеканала «КТК» «Котлеты из проституток. Истории казахстанских каннибалов»
- Серия «Банда людоедов» из сериала «5:32» основана на деле Сергея Копая, Евгения Турочкина и Михаила Вершинина.
- Документальный фильм «Нелюди» из цикла «Было дело. 90-е»[21]